# Tanacetopsis santoana
Tanacetopsis santoana là một loài thực vật có hoa trong họ Cúc. Loài này được ("Krasch., Popov & Vved.") Kovalevsk. miêu tả khoa học đầu tiên năm 1962.